# Bank of America Tower (New York City)
Der Bank of America Tower, auch One Bryant Park, ist ein Super-Wolkenkratzer im Stadtbezirk Manhattan in New York City. Der 2009 fertiggestellte Büroturm wurde nach seinem Auftraggeber und Hauptmieter, der Bank of America, benannt.

## Lage
Das Gebäude befindet sich an der Avenue of the Americas (6th Avenue) zwischen der 42nd und 43rd Street in Midtown Manhattan. Der Wolkenkratzer steht nordwestlich schräg gegenüber vom Bryant Park und hat die offizielle Adresse „1111 Avenue of the Americas“, ist aber eher als „One Bryant Park“ bekannt. Benachbarte bekannte Gebäude sind 1095 Avenue of the Americas (Three Bryant Park) südlich und das W. R. Grace Building östlich. Nur einen Block westlich liegt der Times Square. Direkt vor dem Gebäude an der Sixth Avenue befindet sich ein verglaster Zugang zur Station 42nd Street–Bryant Park der New York City Subway. Hier verkehren die Linien .

## Architektur und Beschreibung
Der 366 Meter hohe Wolkenkratzer war mit der Installation der Spitze am 15. Dezember 2007 das damals zweithöchste Gebäude New Yorks nach dem Empire State Building, das 381 Meter hoch ist (mit Mast 443 Meter). Er überragt somit auch das Chrysler Building und den New York Times Tower, die beide eine Höhe von jeweils 319 Metern haben. Im Frühjahr 2013 wurde er jedoch innerhalb der Stadt durch das 541 Meter hohe One World Trade Center übertroffen, Ende 2015 vom Wohnturm 432 Park Avenue und den folgenden Jahren von weiteren neuen Wolkenkratzern. Im Jahr 2023 war er noch das neunthöchste Gebäude der Stadt sowie das elfthöchste Gebäude der USA.
Das Dach des Gebäudes liegt 288 Meter hoch, mit Spitze misst der Turm 365,8 Meter (1200 Fuß). Der Mast auf seinem Dach zählt im Gegensatz zu einfach aufgesetzten Antennen zur offiziellen Gebäudehöhe mit, da er Teil der Struktur des Bauwerks ist. Die komplette Gebäudefassade wurde mit Glas verkleidet. Auf dem Dach reicht eine weitere Glaswand noch einige Meter hoch bis zu einer Höhe von etwa 292 Metern. Die sich nach oben verjüngende Gebäudespitze ist in der Dachmitte angebracht. Seit Dezember 2010 wird die Spitze bei Nacht in verschiedenen Farben illuminiert. Der Sockel des Gebäudes umfasst das integrierte denkmalgeschützte „Stephen Sondheim Theatre“ (früher Henry Miller’s Theatre) an der 43rd Street sowie mehrere Einzelhandelsflächen und die Passage „Urban Garden Room“ von der 42nd zur 43rd Street.
Die Bauarbeiten begannen 2004 und waren äußerlich im Dezember 2007 abgeschlossen. Bauträger war die Durst Organization, die mit der Bank of America eine Eigentümergemeinschaft für den Büroturm bildet. Errichtet wurde der Wolkenkratzer von der New Yorker Firma Tishman Construction, die unter anderem auch am neuen World Trade Center tätig war. Der Innenausbau des Gebäudes dauerte noch bis Anfang 2009 an. Der Namensgeber, die Bank of America, nimmt für sich selbst den größten Teil der 195.096 Quadratmeter Büroflächen in Anspruch. Die Nutzfläche verteilt sich auf 55 Etagen, davon sind 51 vermietbar. Der Turm ist das bisher höchste Gebäude, das die Bank of America in Auftrag gegeben hat. Die Errichtung des Bank of America Tower kostete rund eine Milliarde US-Dollar.
Während der Bauarbeiten kam es zu mehreren Unfällen, bei denen Passanten durch herunterfallende Trümmerteile und Glassplitter verletzt wurden.

## Bauweise
Durch die Verwendung von Mehrscheiben-Isolierglas, automatischen Jalousien und einer Regenwasserauffanganlage wurde das Gebäude umweltfreundlich erbaut. Im Mai 2010 erhielt es in der Nachhaltigkeit als erstes Bürohochhaus von Nordamerika das höchste zu vergebende Level, die LEED Platin-Zertifizierung. Als besonders positiv wurde die allgemeine Umweltfreundlichkeit, die Raumqualität der Arbeitsplätze, die Belüftung und der Stromverbrauch sowie die Verwendung der Baumaterialien bewertet.
Im Inneren des Turmes befindet sich ein massiver Betonkern, der Leitungen, Treppenhäuser und Aufzüge vor Erschütterungen oder einem Brand schützen soll. Das Tragwerk der Stockwerke sowie die Stützen, die entlang der Fassade verlaufen, wurden aus Stahl errichtet.

## Ansichten

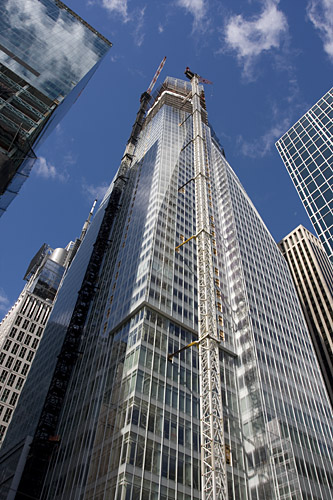
Baufortschritt im September 2007
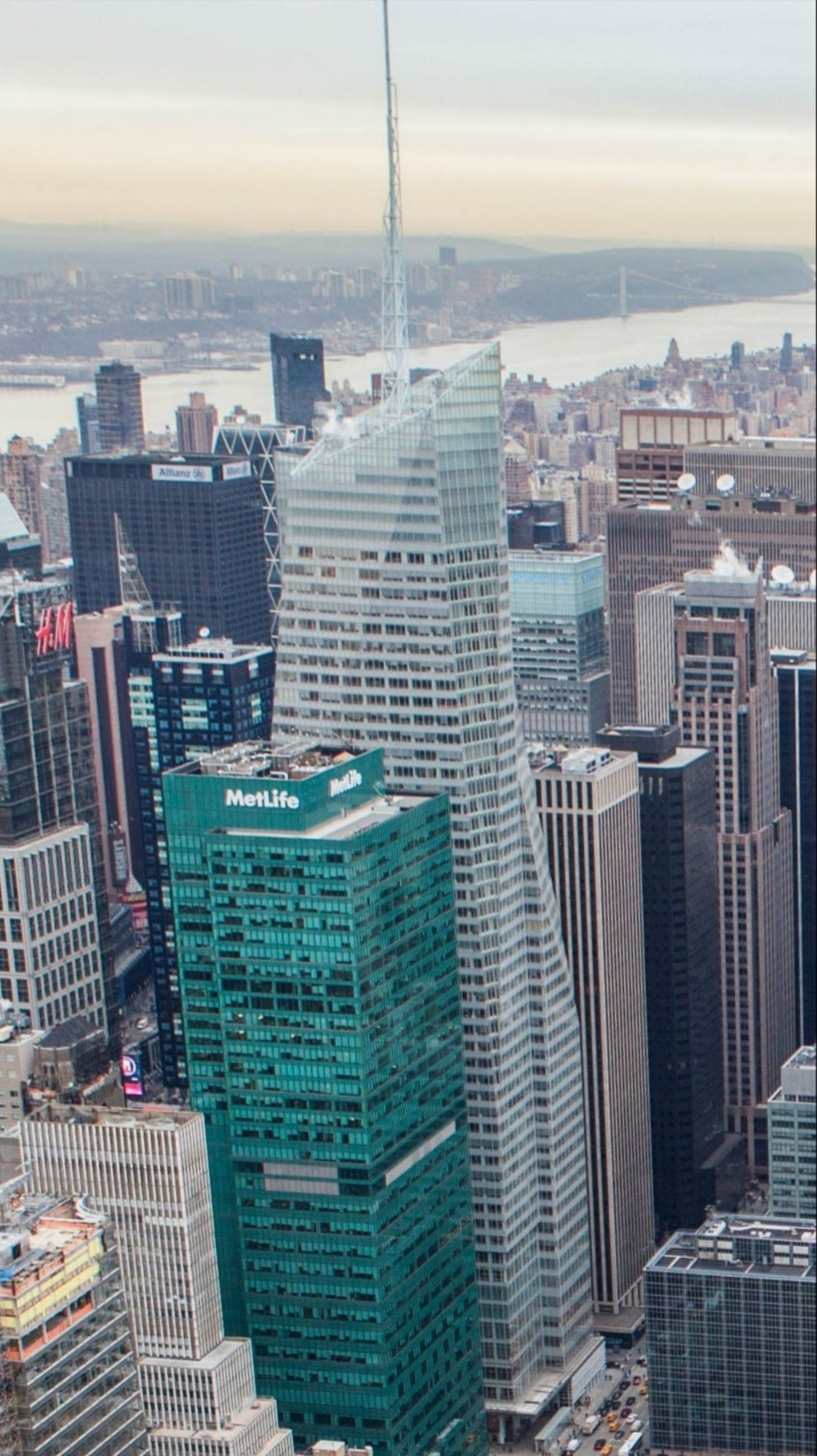
Blick vom Empire State Building, davor Three Bryant Park (2015)
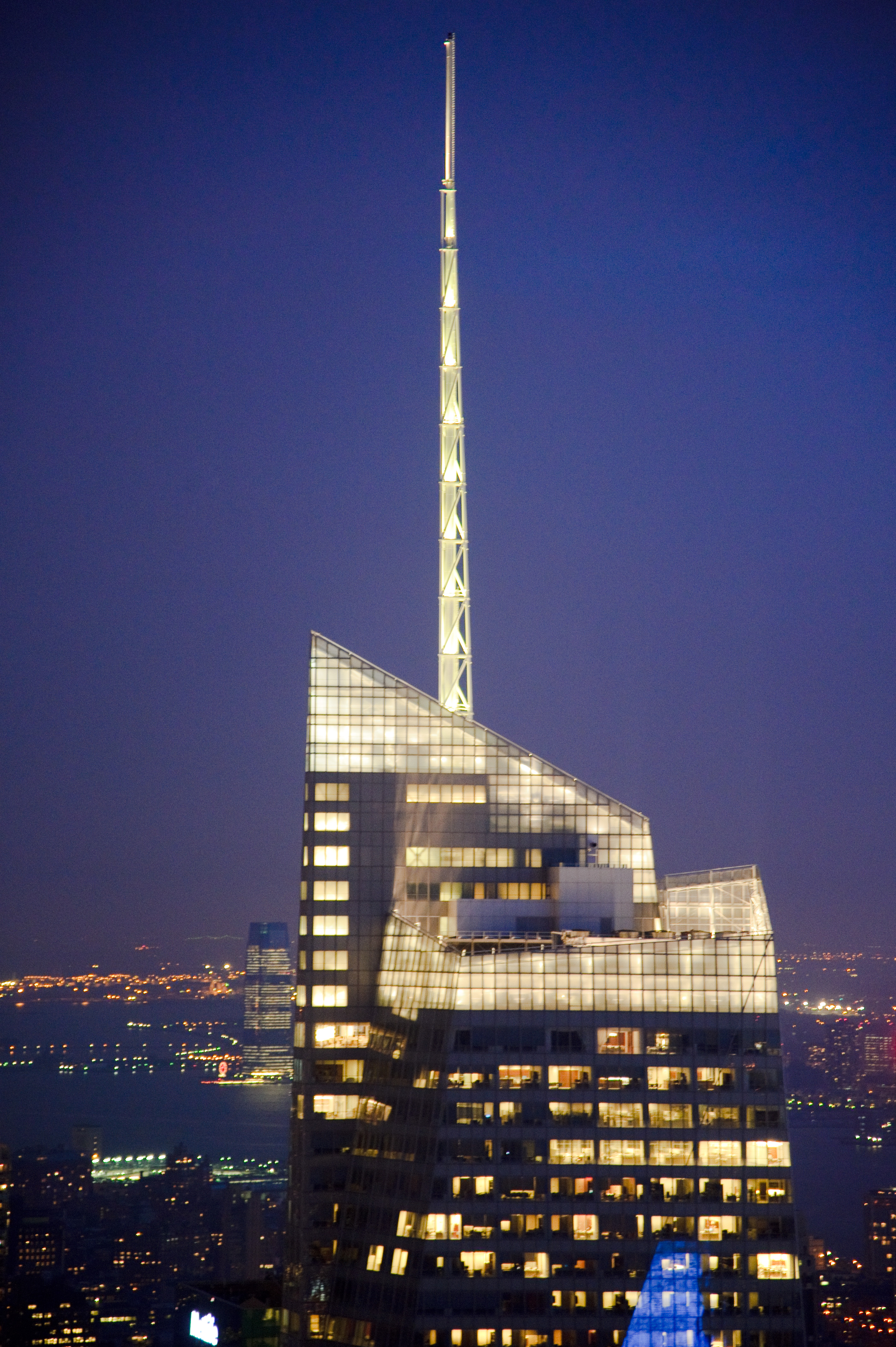
Die Turmspitze am Abend
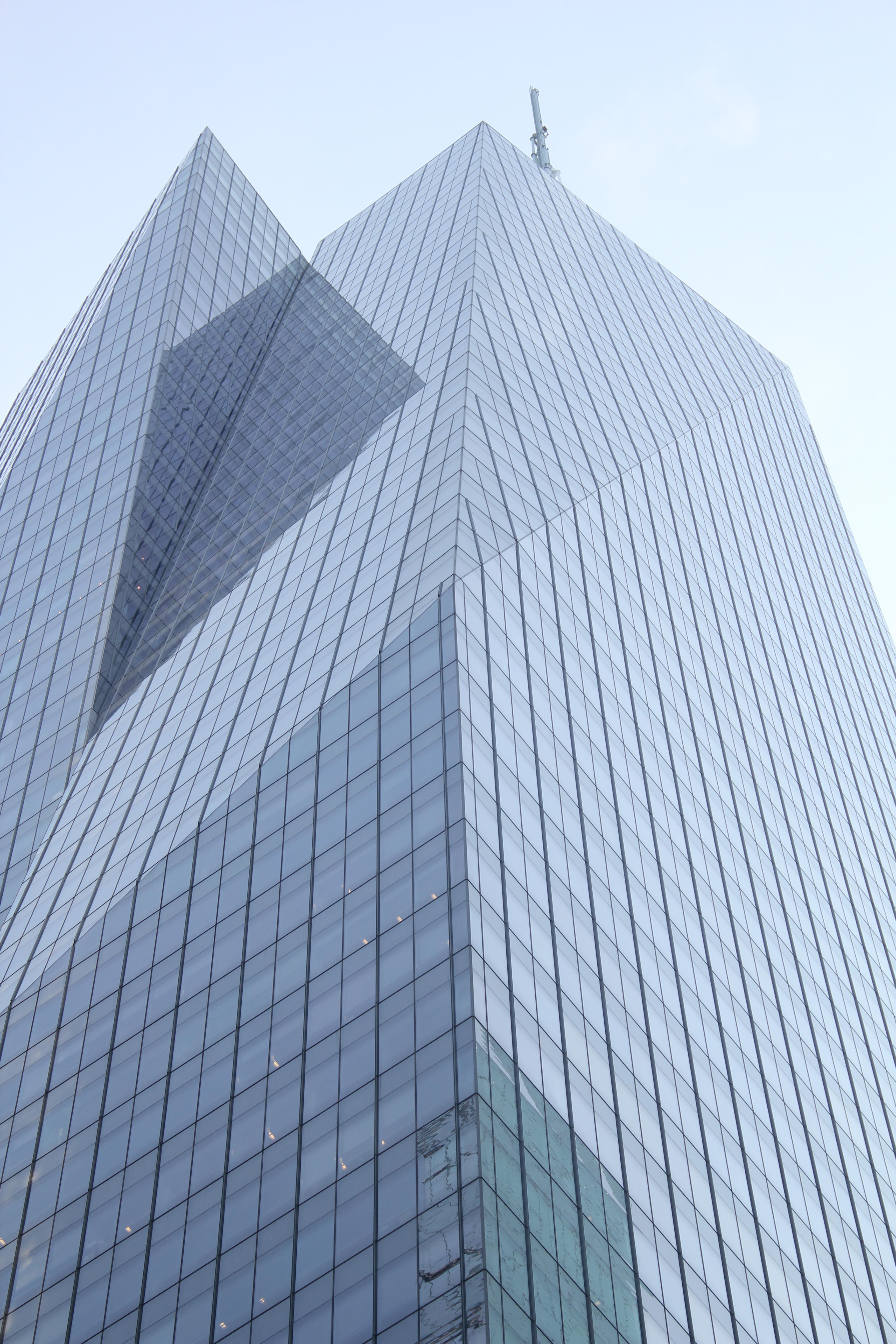
Blick von unten auf den oberen Teil des Turms
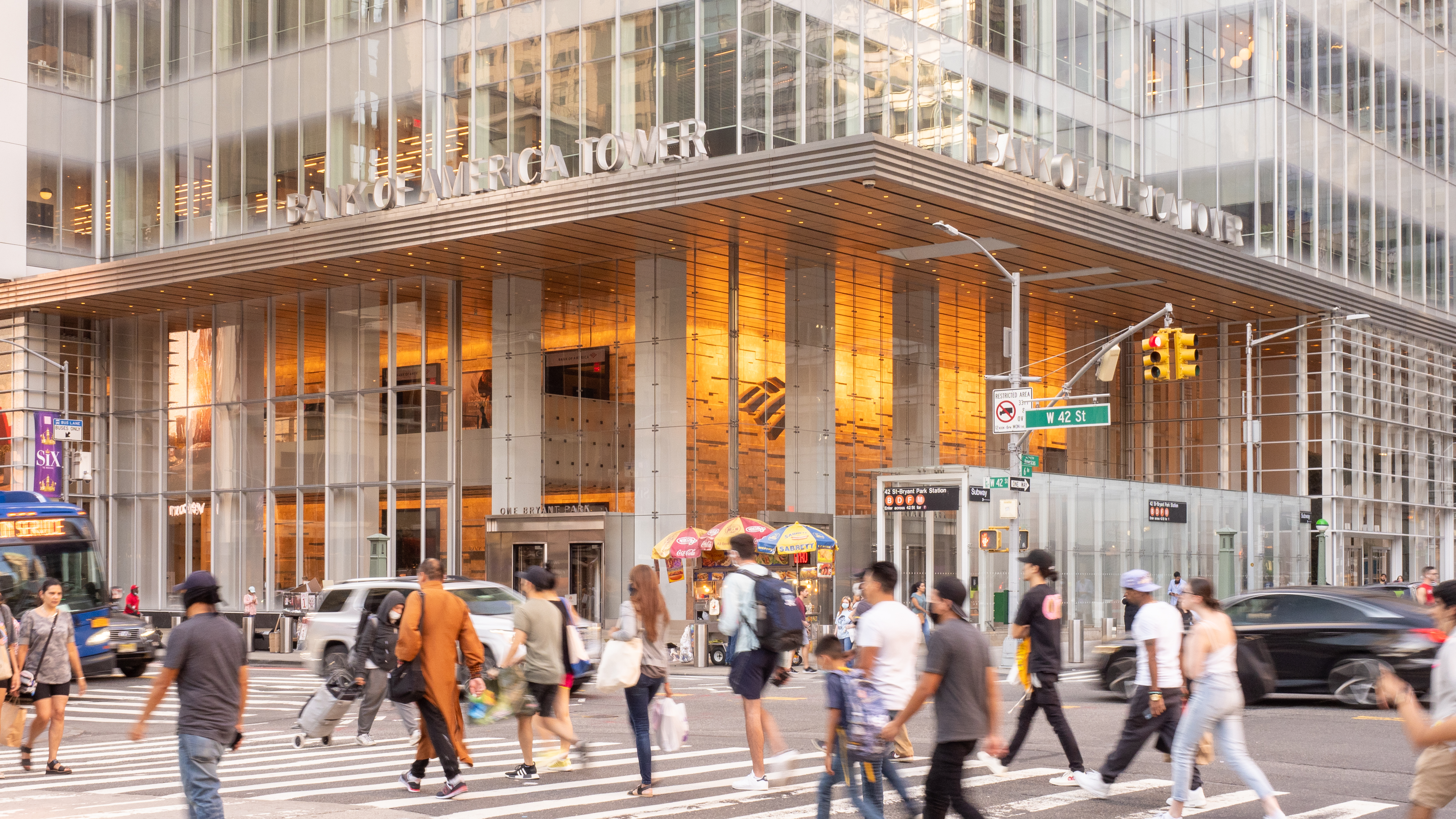
Basis mit Lobby, „Urban Garden Room“ und Subway-Zugang
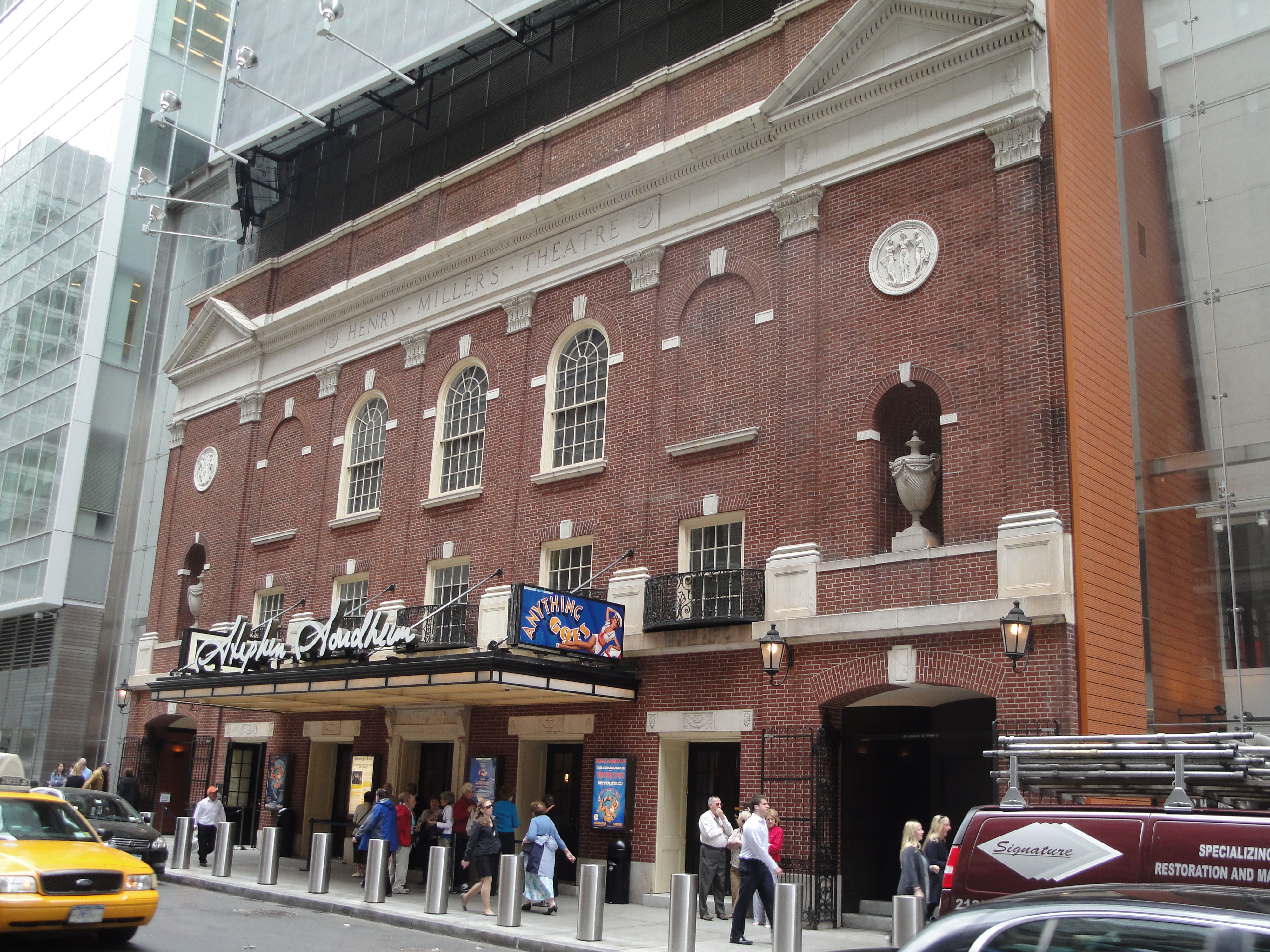
Das Stephen Sondheim Theatre in der 43rd Street